# 朝霞市立朝霞第九小学校
朝霞市立朝霞第九小学校（あさかしりつ あさかだいきゅうしょうがっこう）は、埼玉県朝霞市台295番地にある公立小学校。通称「九小」（きゅうしょう）。

## 概要
1982年に第二小学校、第三小学校の学区変更に伴い創立。2023年現在、市内では最も小規模である。

## 沿革

### 年表
- 1982年4月1日 - 第二小学校、第三小学校から分離し創立。

## 学校目標
すすんで学ぶ、思いやりのある子、たくましい子

## 交通アクセス
- 東武東上線朝霞駅から徒歩10分

## 著名な出身者
- 土井杏南（陸上競技選手）